# Armando Navarro Gascón
Armando Navarro Gascón fue un locutor y comentarista mexicano conocido como "El Maestro de la locución". Nació en León, Guanajuato, El 22 de marzo de 1933, proviene de familia grande siendo el hijo menor de 14. 

## Biografía

### Locución
Don Armando era originario de León, en donde había nacido en 1933. A la edad de 17 años inició su brillante carrera de locutor en la estación XELG de León, al lado de grandes maestros del micrófono, como "El Vate López Méndez y Rafael Ronquillo Chávez. 
A la Comarca Lagunera llegó a principios de 1952 para participar en la fundación de la radiodifusora XEOB, a invitación de don Alfonso Estrada, Arturo Blanquenset y el ingeniero José F. Ortiz, quienes convocaron a un grupo de locutores en esta misión, entre ellos Héctor López Quiñones y Armando Navarro Gascón. Al llegar el fútbol de Segunda División en 1954 a la Comarca se acercó a la directiva del desaparecido equipo Laguna para ofrecer la transmisión de los partidos de la Ola Verde desde el Estadio de San Isidro, iniciando así una larga historia en la crónica futbolera de la región. En primera instancia transmitió los juegos a nivel local, después empezó a viajar a las diferentes plazas de Segunda División para traer "las incidencias y comentarios del partido, como decía él.
Narró también las primeras temporadas del Club Campesinos Cataluña, después Diablos Blancos del Torreón, cuando jugaron en el Estadio de San Isidro de 1961 a 1963. Dentro de su labor de locución destaca el haber impulsado el mote de Guerreros para los jugadores del Santos Laguna, y promotor de la mascota del Guerrerito y del primer himno del equipo verdiblanco, al que llamó "el equipo de todos". El fútbol profesional de La Laguna debe mucho a don Armando Navarro Gascón.

### Presidencia de Santos Laguna y muerte
Su interés y pasión por el fútbol lo llevó a colaborar de manera desinteresada, primero con la directiva del equipo Laguna durante varias décadas, tanto en Segunda como Primera División, y después con la dirigencia del Santos Laguna, llegando a ser presidente de este club en el año de 1992. A mediados de 1992 don Armando Navarro Gascón había sido designado presidente del Santos Laguna, con la encomienda de salvar al equipo de los problemas de descenso que le esperaban en la temporada 1992-1993, en la cual acababa de entrar en vigor la tabla porcentual y corría peligro de irse a Segunda División. Don Armando, "El Maestro de la Locución, falleció el 18 de diciembre de 1992 en un trágico accidente registrado a las 11:30 horas de ese día en el kilómetro 186 más 900 de la carretera Gómez Palacio - Jiménez.